# Сигизмунд III Васа
Сигизмунд III или Зигмунт III Васа (на шведски: Sigismund; на полски: Zygmunt III Waza; на литовски: Zigmantas Vaza; на беларуски: Жыгімонт Ваза) е крал на Жечпосполита в периода 1587 – 1632 година, както и крал на Швеция в периода 1592 – 1599 година.
Той е поддръжник на Контрареформацията. Въвлича Жечпосполита в продължителни войни с Швеция, Русия и Османската империя.

## Живот
Сигизмунд Васа е роден на 20 юни 1566 година в замъка Грипсхолм, като син на шведския крал Йохан III и първата му съпруга Катажина Ягелонка. На 27 декември 1587 година в Краков е коронясан за крал на Жечпосполита. Пет години по – късно получава и шведската корона. През 1600 година присъединява Естония към короната.
През 1610 година от името на краля, хетман Станислав Жулкевски превзема Москва. На 3 януари 1618 година е сключено Деулинското примирие с Русия, според което Смоленските, Черниговските и Северските земи остават в Жечпосполита, но поляците се отказват от завоевателната си политика спрямо Русия.
Зигмунт Васа умира на 30 април 1632 година във Варшава.
- Сигизмунд III Васа
- Сигизмунд III Васа,
 худ.Ян Матейко

## Гербове и кралски титли на Сигизмунд III Васа

### Гербове
- Герб на кралете на Швеция от династията Васа
- Герб на владетелите на Жечпосполита от династията Васа
- Кралско знаме от периода на управление на династията Васа (1587–1668 г.) в Полша

### Пълно титуловане
На български: Сигизмунд III, с Божията благодат крал на Полша, велик княз на Литва, Русия, Прусия, Мазовия, Жемайтия, Ливония, както и наследствен крал на шведите, готите и вендите.
На латински: Sigismundus Tertius Dei gratia rex Poloniæ, magnus dux Lithuaniæ, Russiæ, Prussiæ, Masoviæ, Samogitiæ, Livoniæque, necnon Suecorum, Gothorum Vandalorumque hæreditarius rex.
На полски: Zygmunt III, z Bożej łaski król Polski, wielki książę litewski, ruski, pruski, mazowiecki, żmudzki, inflancki, a także dziedziczny król Szwedów, Gotów i Wendów.
На шведски: Vi Sigismund med Guds nåde Sveriges, Götes och Vendes konung, storfurste till Finland, Karelen, Wåtschipethin och Ingermanland uti Ryssland och över de Ester i Livland hertig, så och konung till Polen, storfurste till Litauen, Rydzen, Preussen, Masurien, Samogitien, Kiouenn, Wolin och Livland herre.

## Бракове и деца
Първи брак: на 31 май 1592 г. с Анна Австрийска (1573 – 1598); те имат децата:
- Анна Мария (1593 – 1600)
- Катарина (Катажина) (*/† 1594)
- Владислав Зигмунт Васа (1595 – 1648), крал на Полша, руски цар

∞ 1. 1637 ерцхерцогиня Цецилия Рената Австрийска (1611 – 1644)
∞ 2. 1645 принцеса Луиза Мария Гонзага (1611 – 1667)
- Катарина (Катажина) (1596 – 1597)
- Христофер (Кшищоф) (*/† 10 февруари 1598)

Втори брак: на 11 декември 1605 с Констанца Австрийска; те имат седем деца:
- Йохан (Ян) Казимир (1607 – 1608)
- Ян II Кажимеж (1609 – 1672), крал на Полша, велик княз на Литва, титулар крал на Швеция

∞ 1649 принцеса Луиза Мария Гонзага от Неверс (1611 – 1667), вдовица на неговия полубрат Владислав IV Васа
- Йохан (Ян) Албрехт (1612 – 1634), епископ на Краков, кардинал
- Карл Фердинанд (1613 – 1655), епископ на Бреслау, княз на Найсе, херцог на Опелн и Ратибор
- Александер Карл (1614 – 1634)
- Анна Константина (*/† 1616)
- Анна Катарина Констанца (1619 – 1651)

∞ 1642 пфалцграф и херцог Филип Вилхелм фон Нойбург (1615 – 1690)